# 김진민 (연출가)
김진민(1972년 ~ )은 본팩토리 소속의 드라마 프로듀서이며 배우들에게 '욕쟁이'로 소문나 있다.
2014년 MBC 드라마본부 PD 시절 문화방송 주말 특별기획 드라마인 호텔킹의 갑작스런 PD 교체로 인하여 구설수에 오른 가운데 책임프로듀서(CP)인 김진민 프로듀서가 직접 현장에 찾아 촬영을 지휘하기도 하였다.

## 연출 작품

### 드라마
- 2000년  MBC 수목 미니시리즈 《신 귀공자》(조연출)
- 2001년  MBC 특별기획 드라마 《홍국영》(조연출)
- 2002년  MBC 수목 미니시리즈 《그 햇살이 나에게》(조연출)
- 2003년  MBC 주말연속극 《죽도록 사랑해》(조연출)
- 2004년  MBC 베스트극장 《그 남자가 수상하다》(연출)
- 2004년 ~ 2005년  MBC 대하드라마 《영웅시대》(공동연출)
- 2005년 ~ 2006년  MBC 대하드라마 《신돈》(연출)
- 2006년  MBC 베스트극장 《그 집엔 누가 사나요?》(연출)
- 2007년  MBC 베스트극장 《봉재, 돌아오다》(연출)
- 2007년  MBC 수목 미니시리즈 《개와 늑대의 시간》(연출)
- 2008년  MBC 주말 미니시리즈 드라마 《달콤한 인생》(연출)
- 2010년  MBC 수목 미니시리즈 《로드 넘버원》(연출)
- 2012년  MBC 대하드라마 《무신》(공동연출)
- 2014년  MBC 월화 미니시리즈 《오만과 편견》(연출)
- 2015년  MBC 창사54주년 특별기획 《화정》(공동연출)
- 2016년  MBC 주말 특별기획 《결혼계약》(연출)
- 2017년  tvN 월화 드라마 《그녀는 거짓말을 너무 사랑해》(연출)
- 2018년  tvN 토일 드라마 《무법 변호사》(연출)
- 2019년  넷플릭스 오리지널 시리즈 《인간수업》(연출)
- 2021년  넷플릭스 오리지널 시리즈 《마이네임》(연출)
- 2022년  넷플릭스 오리지널 시리즈 《종말의 바보》(연출)

## 수상 경력
- 2016년 제9회 코리아 드라마 어워즈 연출상 《결혼계약》